# سن خرونیمو (انتیوکیا)
سن خرونیمو (انگلیسی: San Jerónimo, Antioquia) نام شهری در کشور کلمبیا است.